# Coimères
Coimères je francouzská obec v departementu Gironde v regionu Akvitánie. V roce 2009 zde žilo 856 obyvatel.